# 西新沙洲
西新沙洲位于南中国海西沙群岛宣德群岛北部，南沙洲以南约500米，为1972年第20号台风中新形成的，东与东新沙洲相望。面积2000平方米，海拔约2米多。1983年中华人民共和国中国地名委员会公布的标准名称为“西新沙洲”。
西新沙洲现由中华人民共和国政府实际控制，行政上划归海南省三沙市管辖。越南政府亦声称拥有其主权。